# Luzillat
Luzillat – miejscowość i gmina we Francji, w regionie Owernia-Rodan-Alpy, w departamencie Puy-de-Dôme.
Według danych na rok 1990 gminę zamieszkiwało 747 osób, a gęstość zaludnienia wynosiła 32 osoby/km² (wśród 1310 gmin Owernii Luzillat plasuje się na 298. miejscu pod względem liczby ludności, natomiast pod względem powierzchni na miejscu 356.).